# Stampida
Stampida es una montaña rusa de madera del parque de atracciones PortAventura Park. Se inauguró el 17 de marzo de 1997 y simula una carrera de carretas del viejo oeste, acorde con el área temática en la que se localiza, Far West.
Posee un doble carril que va paralelo la mayor parte de recorrido, aunque se separan e incluso llegan a cruzarse de frente. Tiene 953,1 metros de largo y 25,6 de altura máxima; además, su recorrido tiene integrado un tercer carril por el que circula Tomahawk, una montaña rusa infantil de madera abierta en 1997.
Aunque en principio no lo llevaba, en 2007 se le incorporó un sistema de vídeo on ride (como el que equipa Furius Baco) para poder adquirir un vídeo del viaje. Así pues, aparte de la foto también está disponible el vídeo, aunque posteriormente ha sido retirado.
En 2015, 2016 y 2017, parte de su recorrido fue renovado, mejorándose las curvas principales y su estructura, para hacer de ella una carrera suave y divertida.

## Inicios

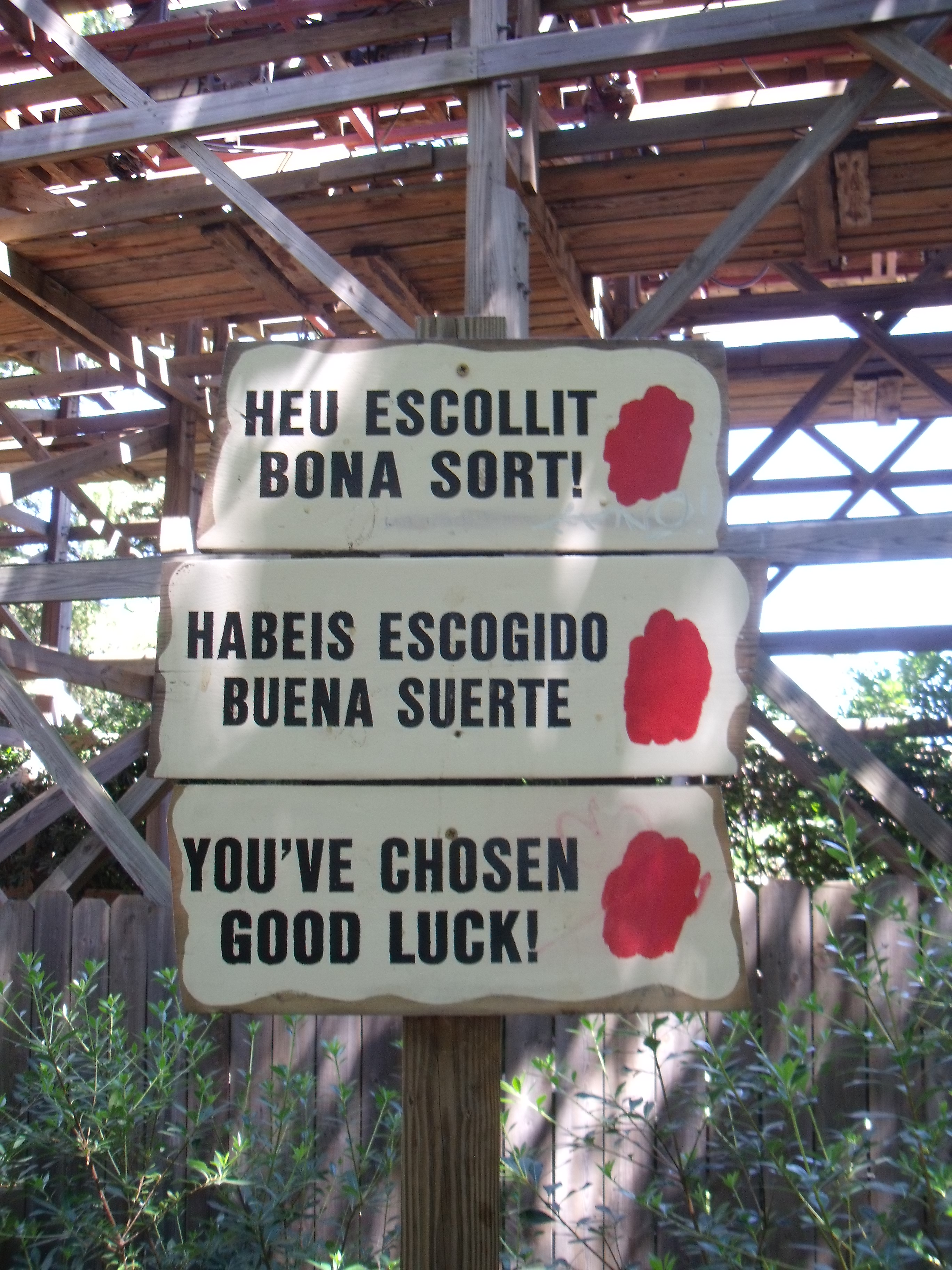
Elección de colores para el carro.

Es una de las primeras novedades del parque desde su reciente apertura en 1995. El 5 de julio de 1997 sufrió un terrible accidente mortal cuando Antonio David Vila Campos, de 32 años y natural de Canarias, salió despedido de la vagoneta en el punto de máxima velocidad dadas sus especiales características físicas (más de 120 kilos de peso y 1,72 de estatura). Como consecuencia, PortAventura Park amplió la seguridad de la montaña rusa cambiando el sistema de sujeción de los trenes y poniendo unos frenos en la primera bajada.

## Descripción
La atracción es una de las más voluminosas del parque debido a su naturaleza de montaña rusa de madera. Consta de una gran maraña de tablones de madera que impresionan desde que entras y escoges el color de tu vagón. Las colas están en las entrañas de la atracción y están separadas según el color de la carroza que elijas. Además otra atracción de madera, Tomahawk, cruza sus vías con la Stampida, lo que hace más impresionante toda la estructura.

## Argumento
Las familias del lejano oeste, los colonos, necesitaban ganar terrenos, pero en esa época no existían contratos. Para adquirir un terreno se tenían que batir en duelo de carreras de carros tirados por caballos. Stampida reproduce la carrera de la familia de los Cramberry’s y los Connery’s, en la que se batirán en un duelo de carreras para conseguir uno de los primeros terrenos de Penitence.

## Tematización
Las colas se encuentran serpenteando la zona de la Stampida, en el que encontrarás carros y objetos de las carreras de los primeros colonos. Llega en momento en la que la cola principal se dividirá en dos, la cola azul y la cola roja. ¡Elige muy bien tu decisión, ya que será vital para ganar la carrera!. El edificio de la estación es de madera, la cual está elevada varios metros del suelo. Una vez haya terminado la carrera y sepas quien ha ganado, si no lo has perdido todo, podrás adquirir tu "photo-ride" o tu "ride-cam". Más adelante encontrarás unas cuantas cañerías y viaductos estropeados en los que es muy posible que te mojes.

## Recorrido
El recorrido es igual para ambos vagones (rojo y azul), con alguna variación lógica que resulta en su cruce. Nada más arrancar empieza la subida con cadena hasta 25,6 metros de altura. Tras un giro a la derecha viene la primera bajada, que es la mayor, de 25,6 metros a 74 km/h, seguida de una pequeña colina y un ligero giro a la derecha. Continúa con unos repuntes para alcanzar nuevamente algo de altura y un giro de izquierdas y otras subidas y bajadas para entrar en un túnel. Aquí se separan los carros, que tras hacer un giro simétrico se cruzan frontalmente. Dos curvas después vuelven a emparejarse y, finalmente, encaran la estación otra vez en una curva a la derecha.
Stampida y Tomahawk es el primer conjunto de montañas rusas entrelazadas, formada en total por tres montañas rusas.

## Ficha

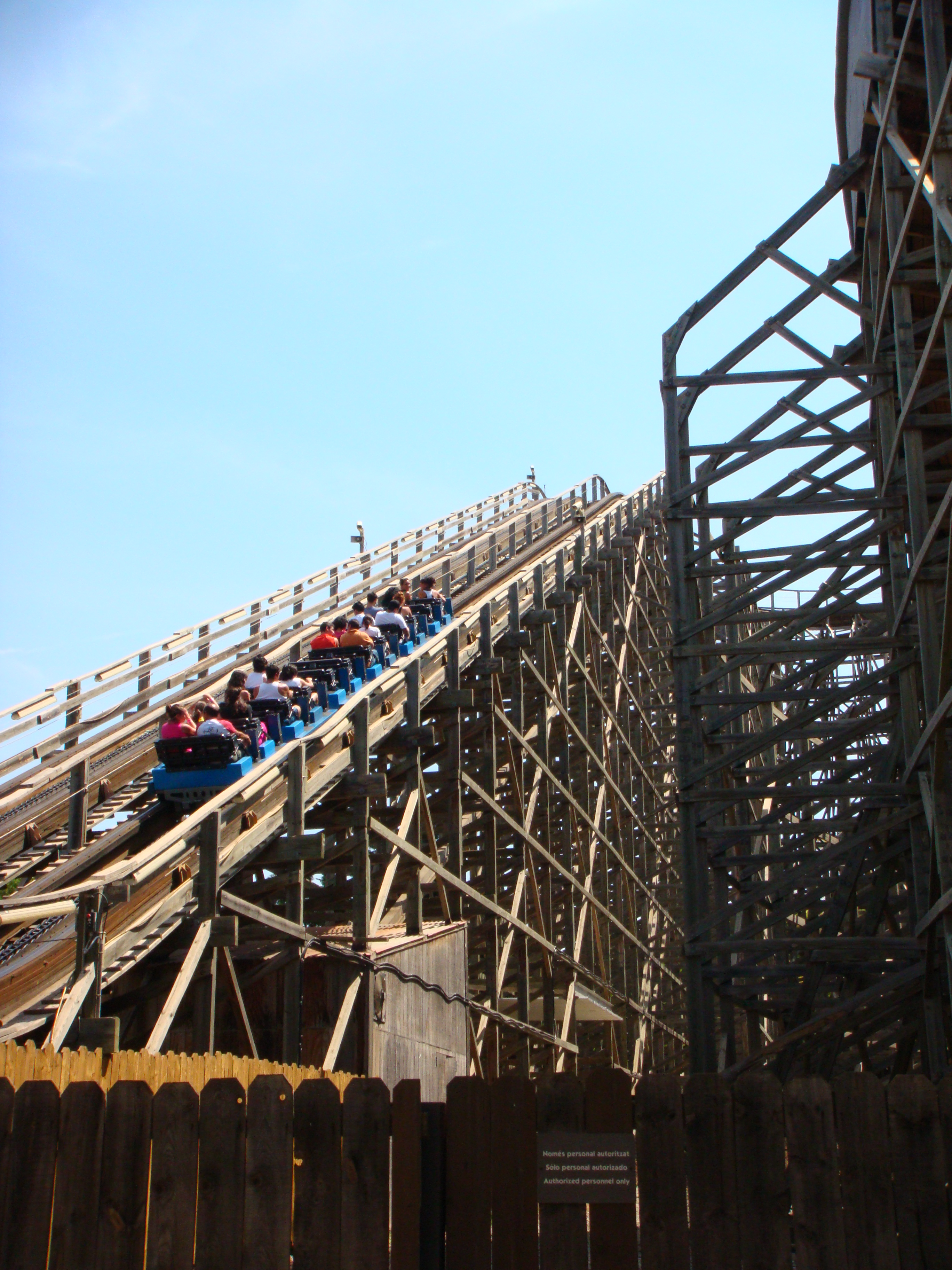
Subida por cadena de ambos vagones.

| Fecha de inauguración               | 17 de marzo de 1997                       |
| Zona del parque                     | Far West                                  |
| Tipo                                | Montaña rusa de madera                    |
| Fabricante                          | CCI (Custom Coasters International, Inc.) |
| Diseño                              | Dennis McNulty, Larry Bill                |
| Tematización                        | Viejo oeste                               |
| Estado actual                       | Abierta                                   |
| Altura                              | 25,6 m                                    |
| Longitud del recorrido              | 953,1 m (x 2 carriles)                    |
| Duración del recorrido              | 3 min 16 s                                |
| Velocidad máxima                    | 74 km/h                                   |
| Número máximo de trenes simultáneos | 4 (2+2)                                   |
| Capacidad por tren                  | 24 (12x2)                                 |
| Volumen de pasajeros                | 1300 per. /h                              |
| Colores empleados                   | Trenes rojo/azul                          |
| Foto/vídeo "on ride"                | Sí/no                                     |
| Servicio exprés                     | Sí                                        |
| Altura mínima y máxima              | 1,2 m/no                                  |
| Tipo de frenada                     | Frenos mecánicos                          |
| Sistema de subida                   | Cadena                                    |
| Acceso con movilidad reducida       | Sí                                        |
| Coste                               | 7.000.000 €                               |
| Geolocalización                     | 41°05′25″N 1°09′24″E / 41.09039, 1.156579 |

## Galería de fotos

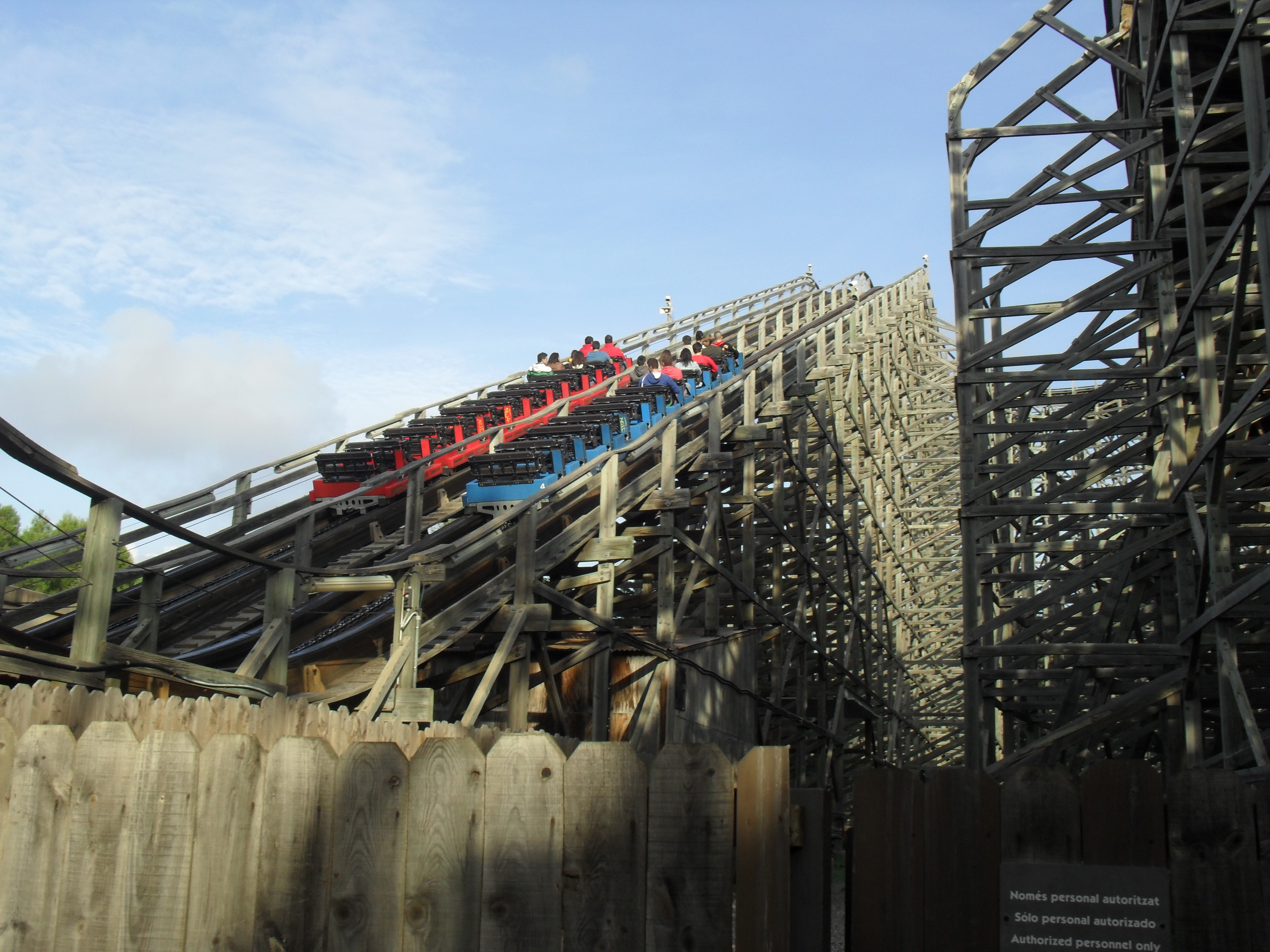
Foto de la atracción "off ride"

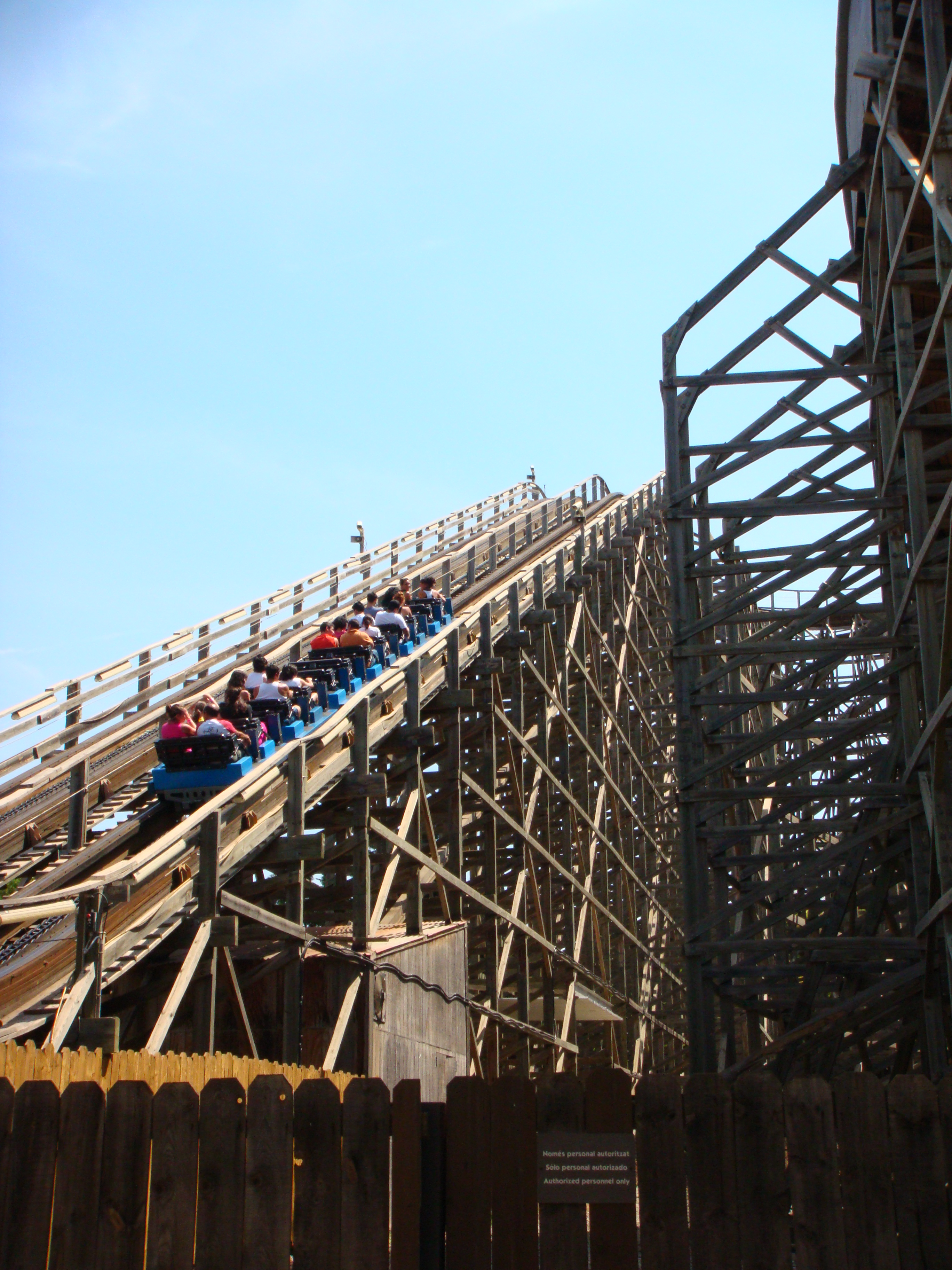
Subiendo los carros.
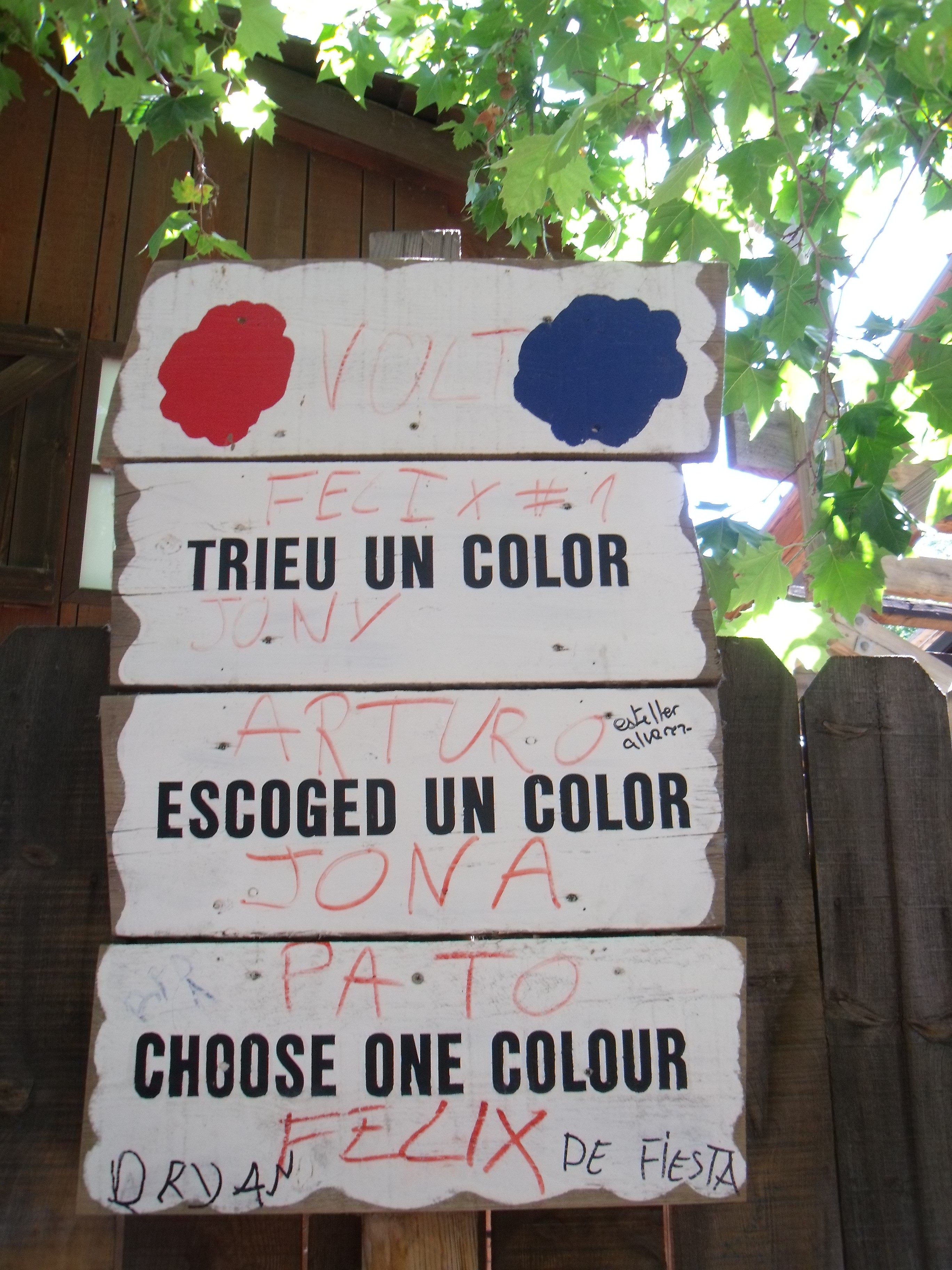
Elección de color (de carro).
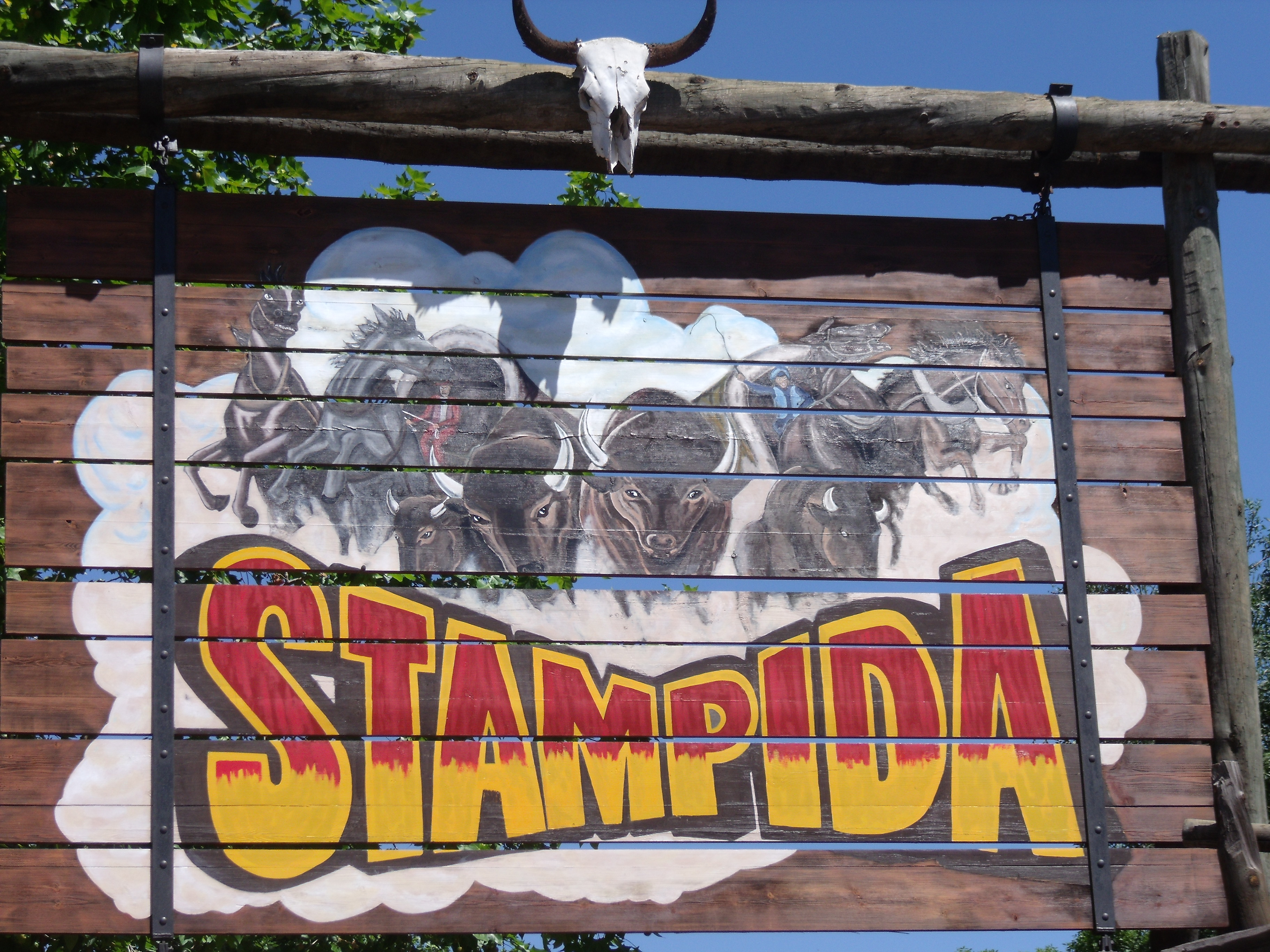
Letrero de entrada a la Stampida.
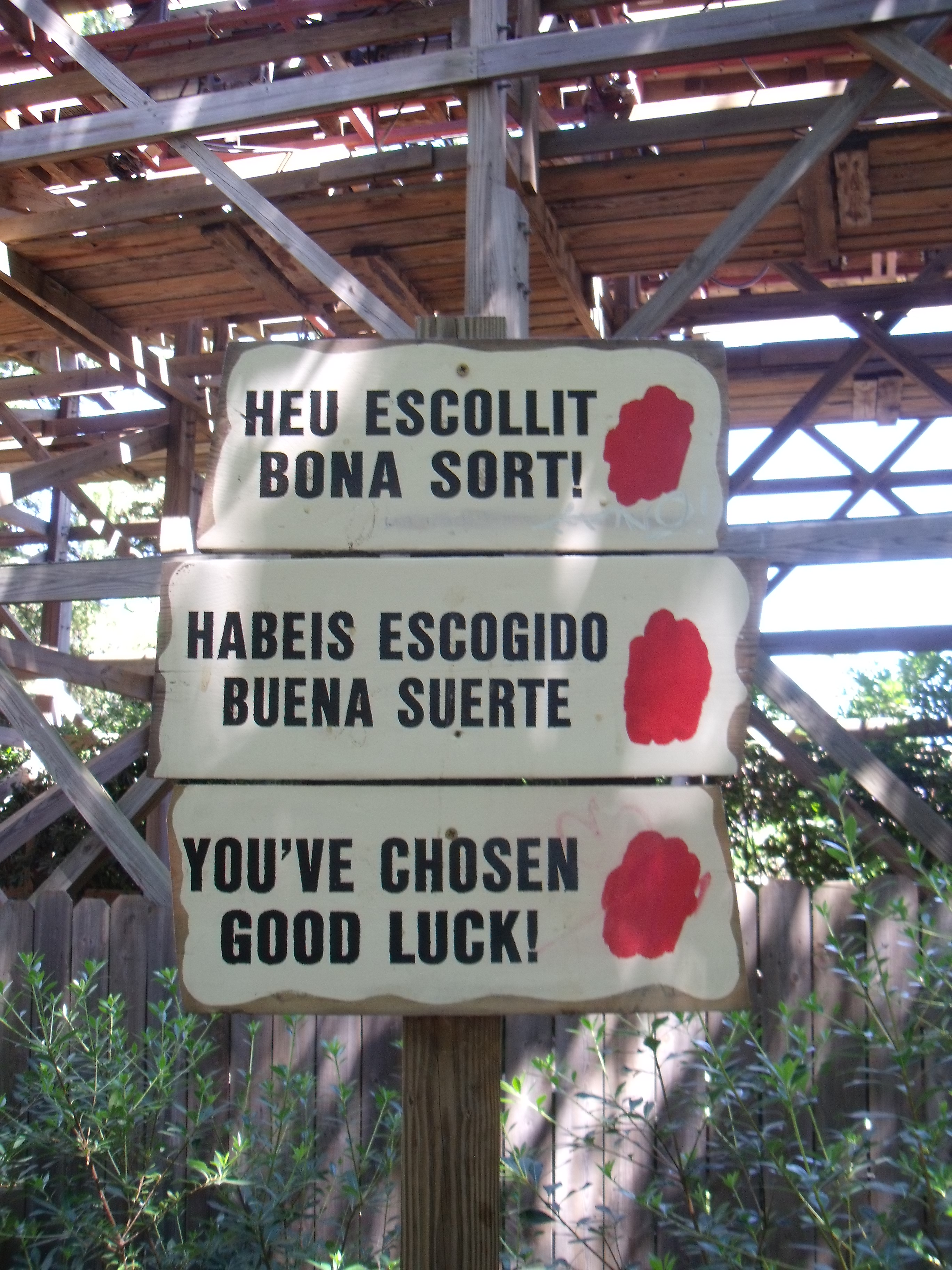
Confirmación del color.

### Atracciones de PortAventura Park
- Shambhala: Expedición al Himalaya
- Furius Baco
- Dragon Khan
- Grand Canyon Rapids
- Hurakan Condor
- Tomahawk
- El Diablo - El tren de la mina
- Silver River Flume
- Ferrocarril Tour
- Tutuki Splash
- Tami-Tami
- Sea Odyssey
- Templo del Fuego
- Fumanchú

#### Atracciones similares
- Coaster Express
- Magnus Colossus